# Al Fleming
Albert Fleming jr., detto Al (Chicago, 5 aprile 1954 – Michigan City, 14 maggio 2003), è stato un cestista statunitense, professionista nella NBA e in Italia.

## Carriera
Venne selezionato dai Phoenix Suns al secondo giro del Draft NBA 1976 (30ª scelta assoluta).